# Zhengdun
Zhengdun (kinesiska: 郑墩) är en köping i sydöstra Kina. Den ligger i Songxi härad i staden Nanping i provinsen Fujian, omkring 170 kilometer norr om provinshuvudstaden Fuzhou. Antalet invånare är 13 148. Befolkningen består av 6 259 kvinnor och 6 889 män. Barn under 15 år utgör 18,0 %, vuxna 15-64 år 70 %, och äldre över 65 år 11,0 %.